# Cyrtodactylus kimberleyensis
Cyrtodactylus kimberleyensis là một loài thằn lằn trong họ Gekkonidae. Loài này được Bauer & Doughty mô tả khoa học đầu tiên năm 2012.